# 십전
10전(十纏)은 다음의 10가지 수번뇌(隨煩惱)를 말한다. 이 10가지 번뇌들은 여러 번뇌들 중에서 특히 사람의 몸과 마음을 얽어매어 사물(事物) 혹은 사리(事理)에 대해 자유롭지 못하게 함으로써 선(善)을 닦는 것을 장애하기 때문에 '전(纏)'이라 한다. 또는 이들 10가지 번뇌는 여러 가지 악(惡)을 짓게 하여 유정을 얽어매어 생사의 옥(獄)에 가두어 그것을 벗어나지 못하게 한다는 뜻에서 '전(纏)'이라 한다. 10전 중 분(忿)과 부(覆)를 제외한 처음의 8가지를 8전(八纏)이라고도 한다.
1. 무참(無慚): 죄과를 범하고도 스스로에 대해 부끄럽게 여기지 않음
2. 무괴(無愧): 죄과를 범하고도 남에 대해 부끄럽게 여기지 않음
3. 질(嫉): 질투, 다른 이의 좋은 일에 대해 기뻐하지 못함
4. 간(慳): 재물이나 교법에 매우 인색함
5. 회(悔): 지나친 후회(後悔) 또는 추회(追悔)
6. 면(眠): 잠, 암매(闇昧: 흐리멍덩함, 어리석고 몽매함), 게으름
7. 도거(掉舉): 들뜸, 불안정, 산란
8. 혼침(惛沈): 침울, 무기력
9. 분(忿): 분노(憤怒: 분개하여 몹시 성을 냄), 격노
10. 부(覆): 죄과를 은폐함

## 참고 문헌
- 곽철환 (2003). 《시공 불교사전》. 시공사 / 네이버 지식백과.
- 미륵 지음, 현장 한역, 강명희 번역 (K.570, T.1579). 《유가사지론》. 불교기록문화유산 아카이브 / 동국대학교 불교학술원. K.570(15-465), T.1579(30-279).
- 세친 지음, 현장 한역, 권오민 번역 (K.955, T.1558). 《아비달마구사론》. 한글대장경 검색시스템 - 전자불전연구소 / 동국역경원. K.955(27-453), T.1558(29-1). |title=에 외부 링크가 있음 (도움말)
- 호법 등 지음, 현장 한역, 김묘주 번역 (K.614, T.1585). 《성유식론》. 한글대장경 검색시스템 - 전자불전연구소 / 동국역경원. K.614(17-510), T.1585(31-1). |title=에 외부 링크가 있음 (도움말)
- 세친 지음, 현장 한역, 송성수 번역 (K.618, T.1612). 《대승오온론》. 한글대장경 검색시스템 - 전자불전연구소 / 동국역경원. K.618(17-637), T.1612(31-848). |title=에 외부 링크가 있음 (도움말)
- 운허.  동국역경원 편집, 편집. 《불교 사전》. |title=에 외부 링크가 있음 (도움말)
- (영어) DDB. 《Digital Dictionary of Buddhism (電子佛教辭典)》. Edited by A. Charles Muller. |title=에 외부 링크가 있음 (도움말)
- (중국어) 미륵 조, 현장 한역 (T.1579). 《유가사지론(瑜伽師地論)》. 대정신수대장경. T30, No. 1579. CBETA. |title=에 외부 링크가 있음 (도움말)
- (중국어) 佛門網. 《佛學辭典(불학사전)》. |title=에 외부 링크가 있음 (도움말)
- (중국어) 星雲. 《佛光大辭典(불광대사전)》 3판. |title=에 외부 링크가 있음 (도움말)
- (중국어) 세친 조, 현장 한역 (T.1612). 《대승오온론(大乘五蘊論)》. 대정신수대장경. T31, No. 1612, CBETA. |title=에 외부 링크가 있음 (도움말)
- (중국어) 세친 조, 현장 한역 (T.1558). 《아비달마구사론(阿毘達磨俱舍論)》. 대정신수대장경. T29, No. 1558, CBETA. |title=에 외부 링크가 있음 (도움말)
- (중국어) 호법 등 지음, 현장 한역 (T.1585). 《성유식론(成唯識論)》. 대정신수대장경. T31, No. 1585, CBETA. |title=에 외부 링크가 있음 (도움말)